# 世界戦略車
世界戦略車（せかいせんりゃくしゃ）とは、主として自動車メーカーが、自らの製品の、企画、開発、生産、販売について説明する際等に用いる用語である。ワールドカー（World car ）、グローバルカー（Global Car ）などと呼ばれる場合もある。
同じ「世界戦略車」という用語を用いても、その意味はメーカーよって異なり、明確な定義は定まっていない。「多くの国あるいは地域で販売している、基本的に同じ仕様の製品」を指す場合もあれば、「基本的に同じプラットフォームから、各国、各地域向けに特化して開発した製品群」を一まとめにして総称して言う場合もある。
前者の場合「国内専用車」とは対極の意味であるが、後者の場合「国内専用車」も「世界戦略車」である場合がある。

## 概要
日本やヨーロッパ、または韓国などの主要自動車メーカーは元々輸出に力を入れており、一部の国内向け専用車を除けばその製品は基本的にすべて「世界戦略車」だと言うことが可能である。アメリカ合衆国のメーカー、特にゼネラルモーターズ（GM）とフォード・モーターは、元来輸出に積極的ではなく、輸出の代わりに現地法人の設計・生産する車種にてその需要をまかなうという手法を取ってきた。ただし近年では右ハンドル仕様の生産など、輸出（世界戦略車としての設計）に力を入れるようになっている。
日本の各メーカーは日本国内向けと輸出向けの仕様とをはっきり区別する場合が多いが、最近では輸出向けを念頭に設計された車種や海外での現地生産車を、国内向けに手直しした上で販売するケースもある。
法規制や消費者の趣向が異なる様々な地域で販売される性質上、車体パーツ共有化による弊害が出る場合がある。例えばナンバープレートの取り付けスペースを横長形状（欧州式）前提にしていると、2代目プジョー・308のように日本やアメリカなどのナンバープレートを取り付けた際に上下に飛び出す。かといってどちらにも対応しようとすると、XD系ヒュンダイ・エラントラのようにナンバーポケットが大きく取られ、どちらを装着しても隙間ができる。中にはAE100系トヨタ・カローラセダンのようにナンバープレートのサイズに合わせてパネル類そのものを変更して対応している例もある。
これが機能部品である場合、問題はさらに大きくなり、S13系日産・240SX(シルビア)のヘッドライトのように同一車種でありながら特定の地域で仕様を大きく変更しなければならない場合もある。

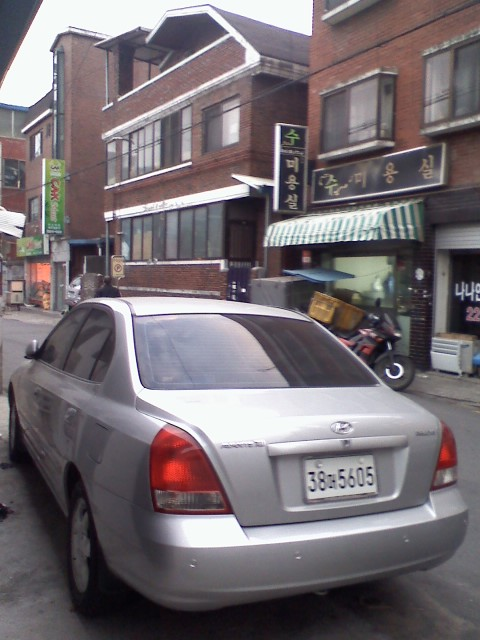
ヒュンダイ・アヴァンテXD(XDエラントラ) 韓国の旧ナンバープレート(日本比 縦+5mm、横+6mm)を装着した車両
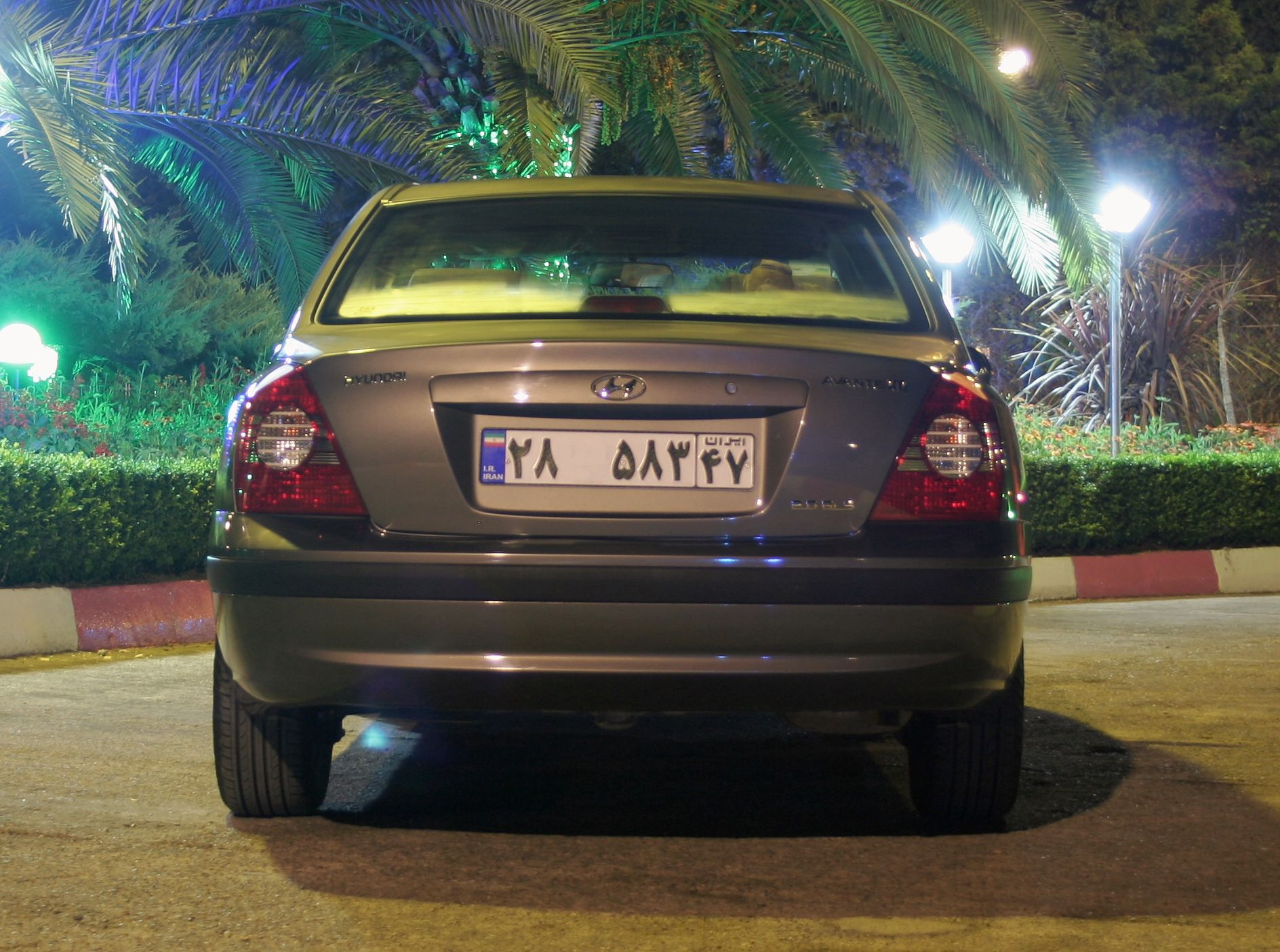
XDエラントラ 横長のナンバープレートを装着した車両
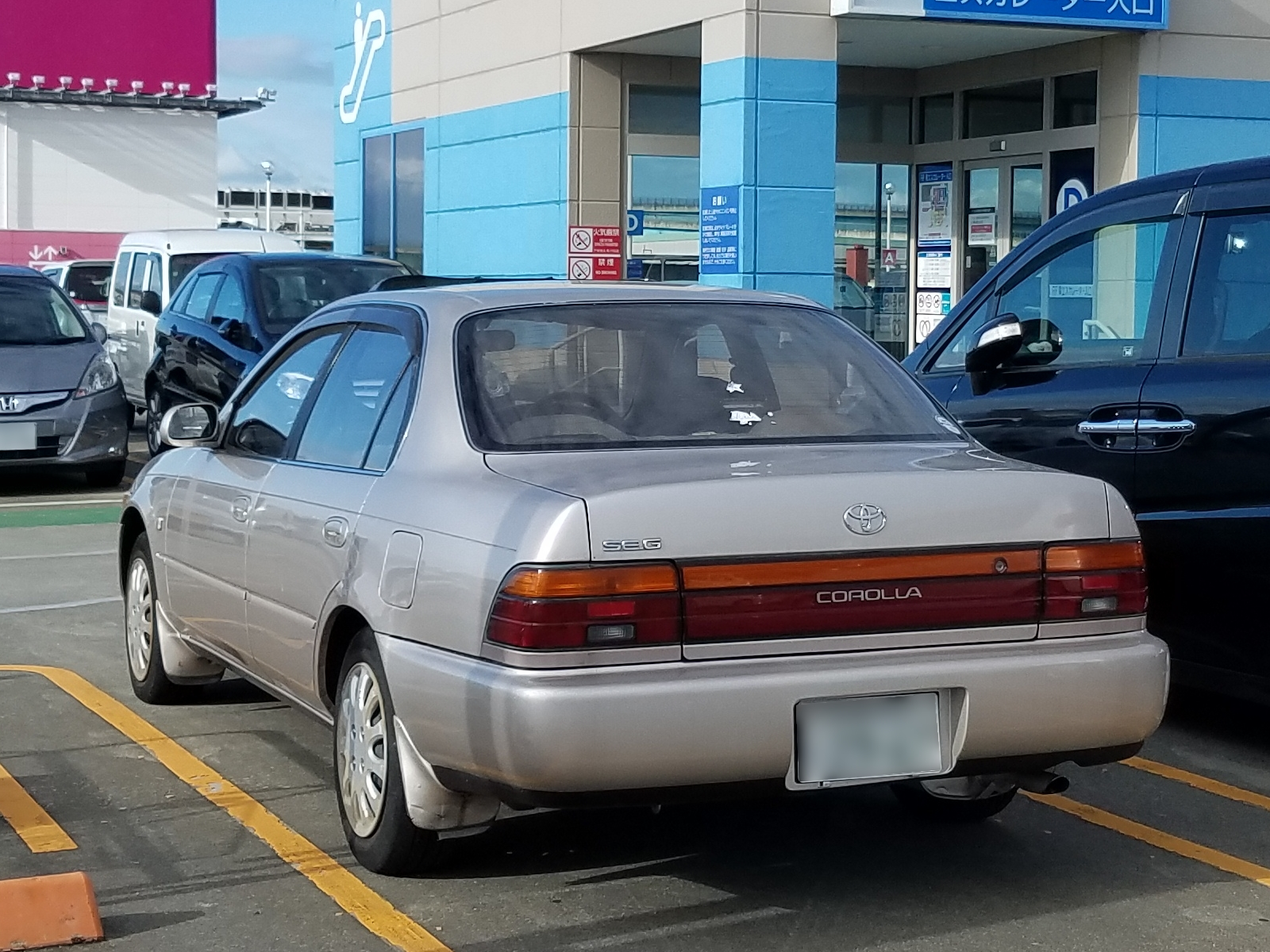
100系カローラ(日本仕様) ナンバープレートはリアバンパー部にマウントされる。
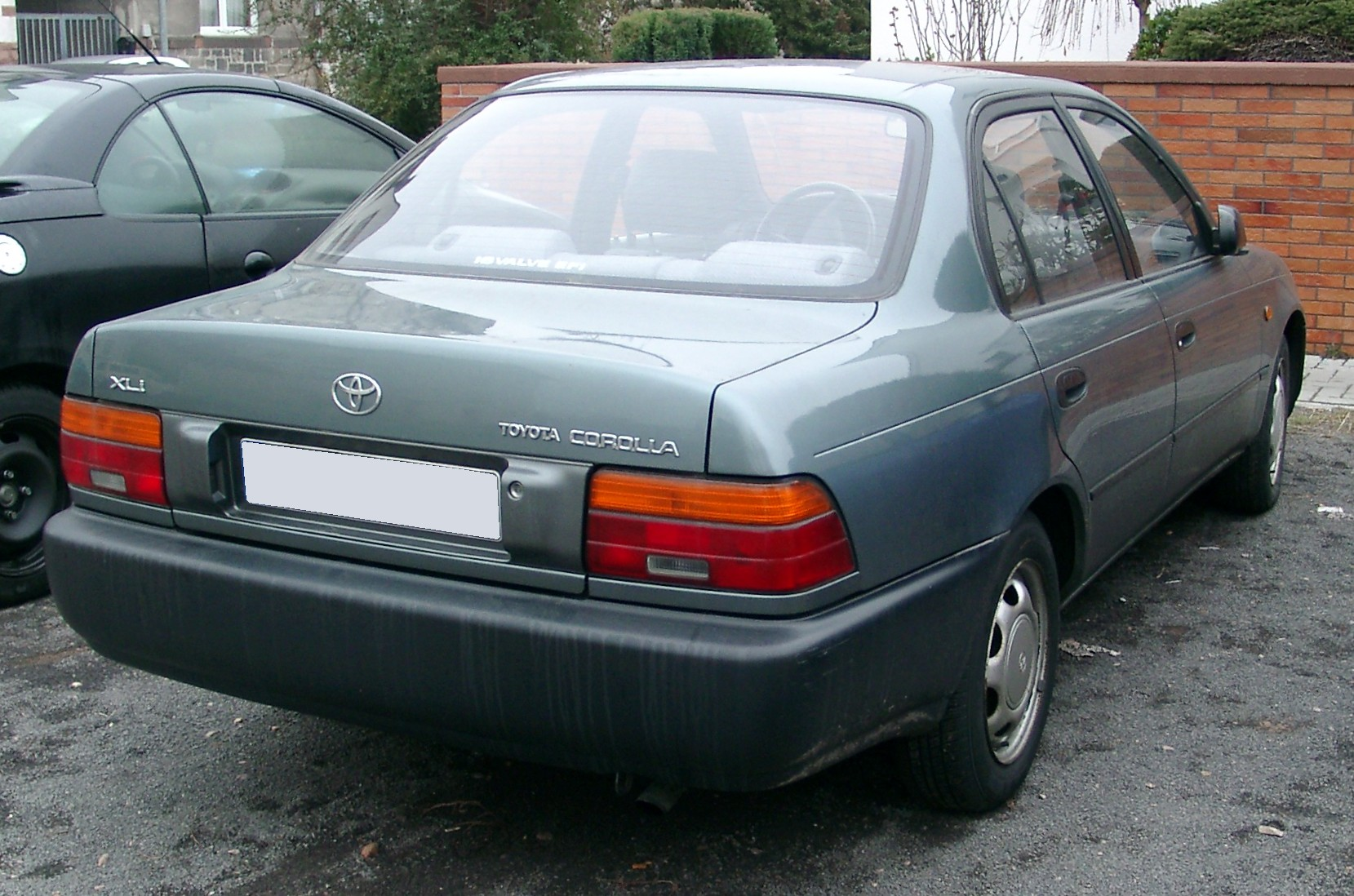
100系カローラ(欧州仕様) 日本仕様ではガーニッシュが取り付けられる位置をナンバーポケットとし、欧州サイズに対応している。
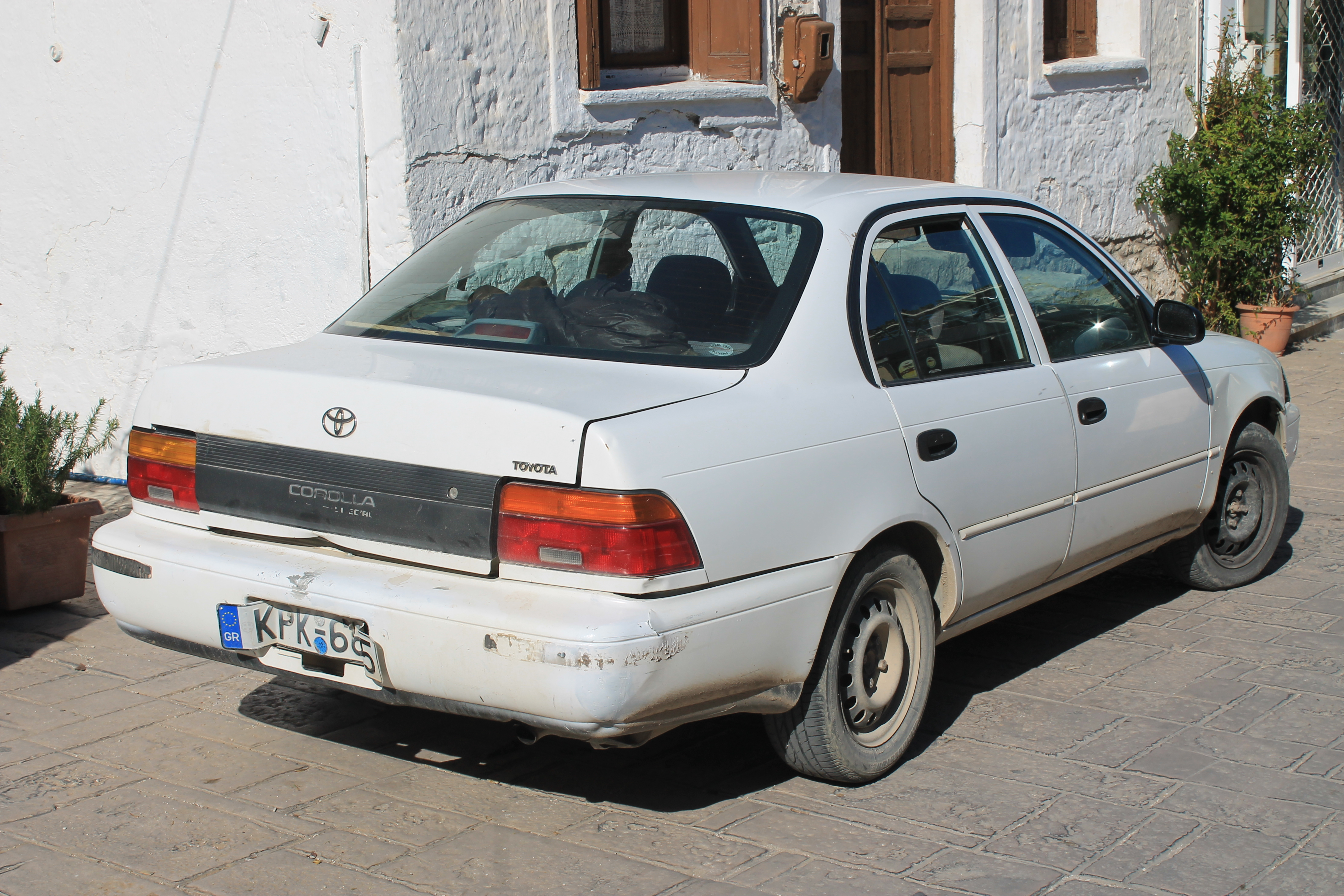
100系カローラ(US仕様/ギリシャ登録) ナンバーポケットが地域により最適化されたため、US仕様をEUに持ち込んだ結果強引なマウントとなってしまった｡
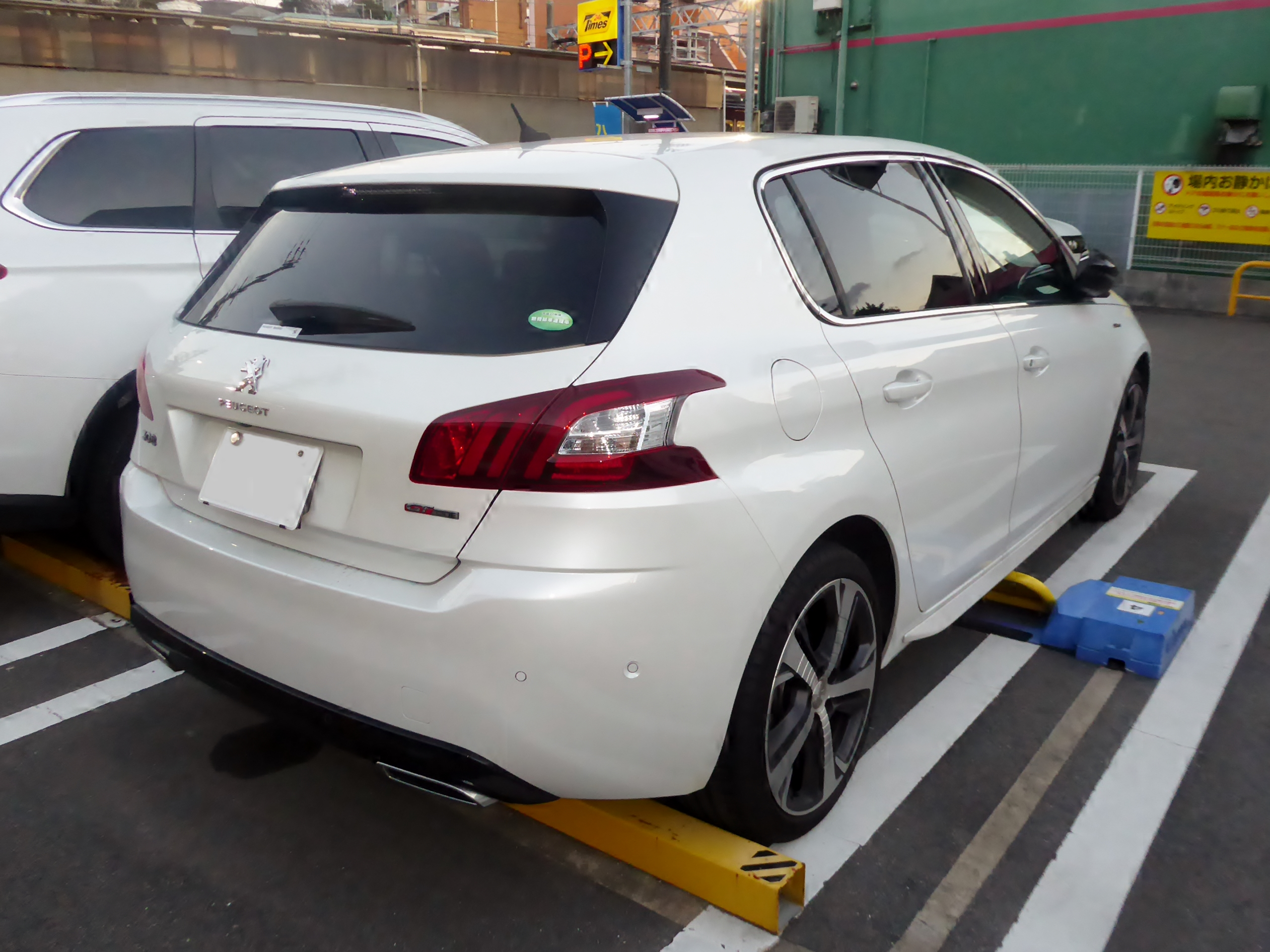
2代目プジョー・308（日本仕様） 日本のナンバープレートを取り付けた結果、プレート下端部がボディパネルから浮いてしまっている。
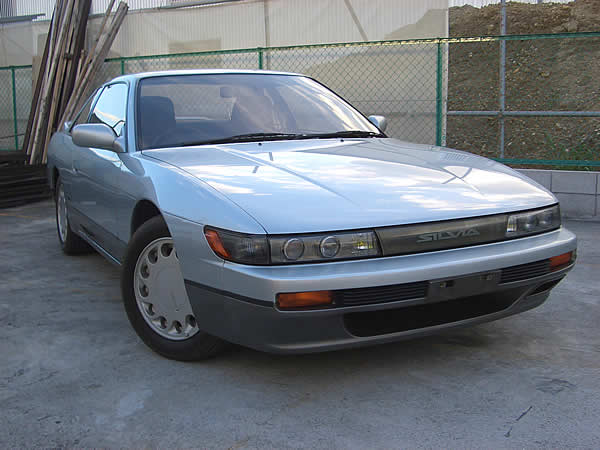
S13シルビア（日本仕様） 固定式異形ヘッドランプである。
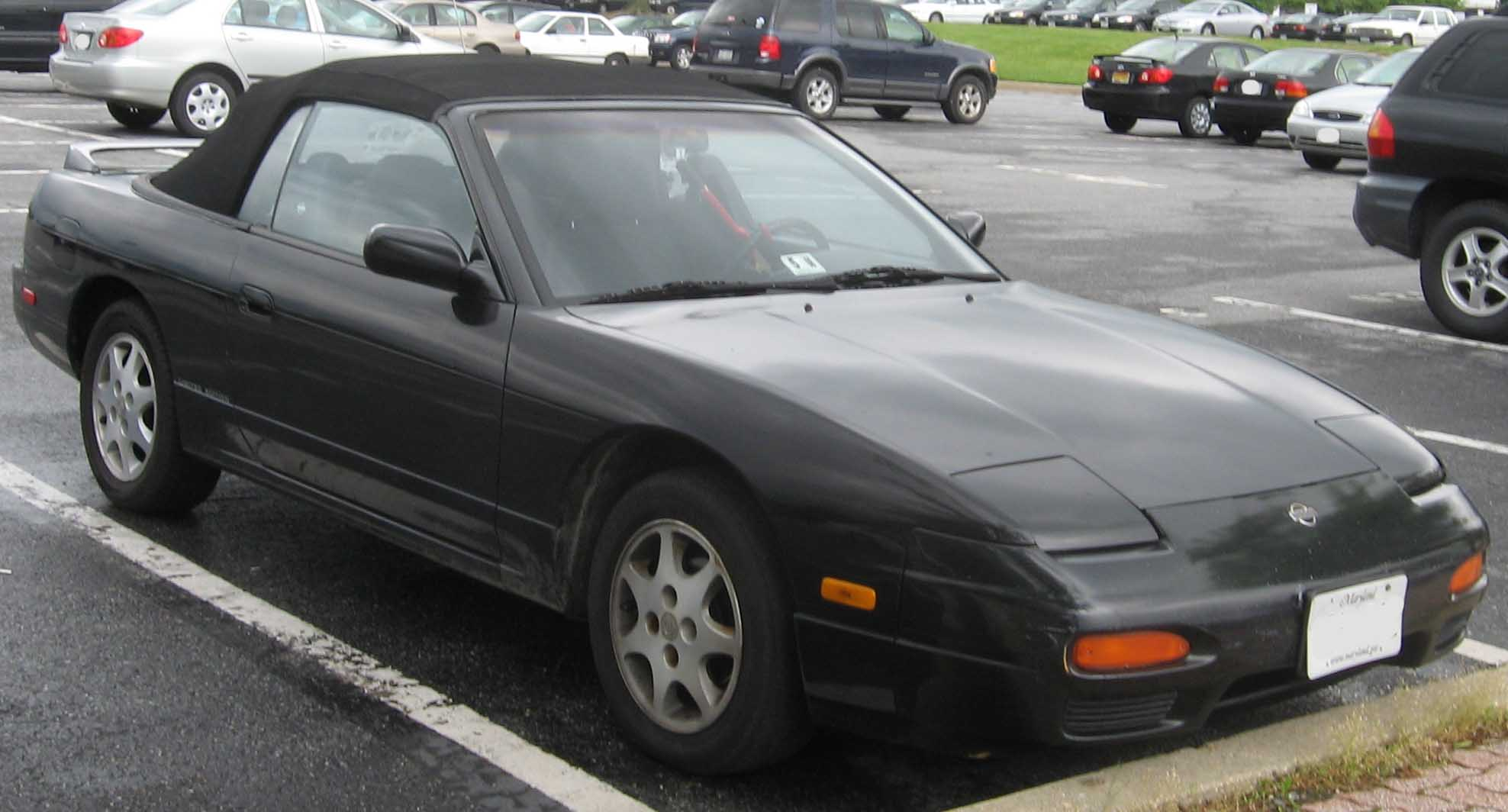
S13 240SX（北米仕様） リトラクタブル・ヘッドライトである。

## GMの「グローバルカー構想」
ゼネラルモーターズ（GM）は世界各地にグループ企業を持つが、1960年代までは同じクラスであっても各地で全く違う製品を開発、生産していた。しかしこれではコスト的に無駄が多く、グループのスケールメリットが生かされていないと考えたGM本社が1970年代初頭に提唱したのが「グローバルカー構想」であり、簡単に言えば「基本的なプラットフォームを共用し、そこから各地の国情に合わせた製品を派生させる」という戦略である。
最初の計画は大衆車クラスの「Tカー」で、ドイツのオペルが中心となって開発したプラットフォームから、オペル・カデット（C、1973年）、いすゞ・ジェミニ（初代モデル、1974年）ボクスホール・アストラ（1975年、イギリス）、ホールデン・ジェミナイ(ジェミニの豪州読み)、シボレー・シェヴェット（1973年、ブラジル/1976年、北アメリカ）などが派生した。
次の計画は、ミドルクラスの「Jカー」で、これは基本となるプラットフォーム自体を各社で分担して共同開発し、ここからオペル・アスコナ（C、1982年）、ボクスホール・キャバリエ（1982年、イギリス）、いすゞ・アスカ（1983年）、ホールデン・カミーラ（1982年、オーストラリア）、シボレー・モンザ（1982年、ブラジル）の他、ポンティアック・J2000、シボレー・キャバリエ、オールズモビル・フィレンザ、ビュイック・スカイホーク、キャデラック・シマロン（いずれも1982年、アメリカ合衆国）などが派生した。
この計画では、プラットフォームの共用化により、開発費を削減しながらより良い製品を造ることが目的であったが、最終的な製品は各地の事情に合わせて開発されており、同じ「Tカー」や「Jカー」であっても、全車を通じての互換性は少なく、製品そのものは国際商品というよりは「国内専用車」に近いものである。また各社で分担した設計のすり合わせに手間と時間がかかり、最終的に各国の事情に合わせることが開発の2度手間、3度手間になること、更にはモデルチェンジの方法や時期の相違など問題も多く、開発費の削減もGM本社が期待した程ではなかったためか、「Jカー」以降はGMグループ内でも、このような世界的規模の共同開発は行われていない。ただし2国間、2社間程度の共同開発、プラットフォームの共用は現在でも広く行われている。

## 世界戦略車の車種
ここで言う「世界戦略車」とは「世界の多くの国、あるいは地域で、基本的に同じ仕様で販売される車種」を指す。

### トヨタ

#### トヨタブランド
- ヤリス系

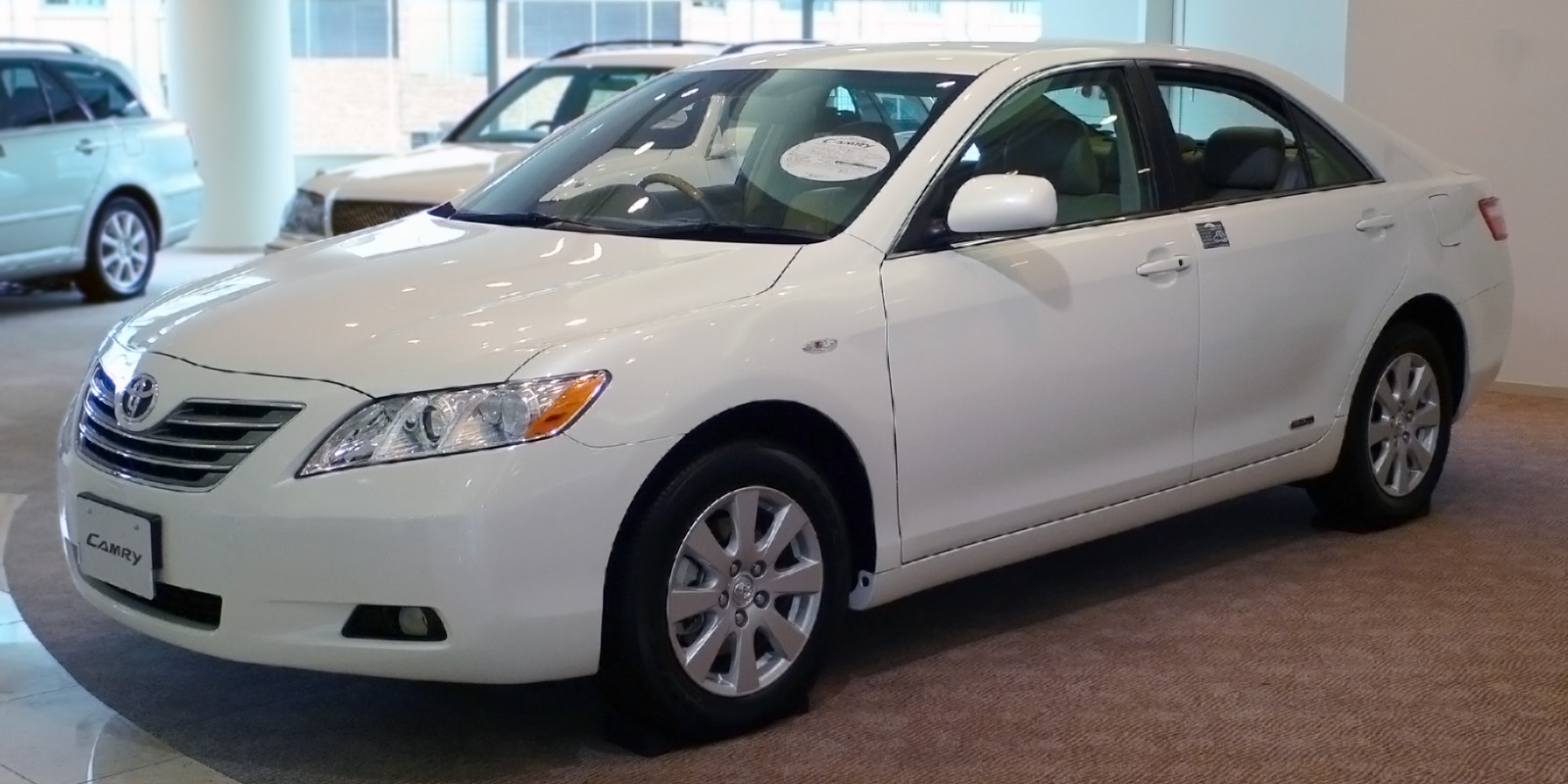
トヨタの代表的な世界戦略車であるカムリ（CV40）

  - ヤリス（欧州・米・オセアニア・中国・東南アジア・南アフリカなど） - 日本名：ヴィッツ（3代目まで。4代目は海外名と同じくヤリスとなる) / セダンモデルはベルタ。米国で販売されるヤリスはマツダ・MAZDA2のOEMであり、日本・欧州・オセアニア仕様と中国・東南アジア・南アフリカ・南米仕様とは全く別の専用ボディである
  - ヤリスヴァーソ（欧州） - 日本名：ファンカーゴ
  - ヴァーソS（欧州） - 日本名：ラクティス（2代目以降）
  - エコー - 日本名：ヴィッツ/：プラッツ
  - ヴィオス（中国・東南アジア） - 日本名：ベルタ。ただし初代は日本未発売
  - ヤリスクロス
- カローラ系
  - カローラ（セダン）（欧州・米・オセアニア・中国・韓国・東南アジア・南アフリカなど）- ただしセダンモデルの場合、日本では2006年以降より国内専用車にして5ナンバーボディ専用のカローラアクシオとして一旦独立していたが、2019年9月に再統合。ボディサイズは3ナンバーサイズでありながら、グローバルモデルに対し一回り小型化されている。
  - カローラツーリング - 欧州ではボディサイズを一回り大型化したカローラツーリングスポーツ（後述するオーリスツーリングスポーツの後継）として販売。
  - マトリックス（米） - 日本未発売。
  - カローラスポーツ（欧州） - 欧州名オーリスの後継。北米ではサイオン・iMの後カローラiM。
  - トヨタ・カローラクロス - 欧州未発売。
  - レビン（中国） - 現行モデルとなる2代目はボディサイズの違いを除き、外見上、先述の日本市場向けとしては現行モデルとなる通算12代目カローラセダンの原型となった。
- エスティマ
  - プレビア（米・香港・シンガポール・欧） - 日本名：エスティマ※米国は初代TCR10系のみ
  - タラゴ（オーストラリア） - 日本名：エスティマ
- エティオス（インド・南米・新興国） - 日本未発売。
- カムリ（米・欧州・オセアニア・中国・東南アジア・南アフリカなど）- 欧州市場向けのアベンシスが2018年に生産停止となったため、その後継として投入された。なお英国市場においては14年ぶりにカムリが復活した。ただし日本市場のみ販売不振のため2023年末を以ってブランド終了（≒生産・販売終了）となり、既存のプリウス、およびカローラセダンに統合される見込み。
- シエナ（米、韓国、台湾） - カムリグラシアベースのミニバン
- クレシダ（全世界）- 日本名：マークⅡ・チェイサー・クレスタの輸出仕様車。初代はマークⅡに準拠するが、2～3代目以降はチェイサー・クレスタのフロントグリルを流用
- ハイエース（米を除くほぼ全ての地域） - 日本国外では6代目が発売されているが、日本国内ではインフラ、税制（4ナンバー）などの観点から5代目が販売されている。
- プリウス（欧州・米・オセアニア・中国・東南アジア・南アフリカなど）
- プリウスC（米・台湾） - 日本名：アクア（現行モデルは国内専用車）。日本ではアクアとヴィッツ / ヤリス ハイブリッドが併売されているが、欧州ではヤリスハイブリッドを発売するため販売されていない
- RAV4（欧州・米・オセアニア・東南アジア・南アフリカなど）
- ランドクルーザー（欧州・米・オセアニア・東南アジア・南アフリカなど）
- ハイランダー（米） - 日本・オーストラリア名：クルーガー。オーストラリアでは2020年9月現在も販売される。
- ハイランダーハイブリッド（米・中国・欧州（予定[4]））2代目 - 日本未発売
- 4ランナー（米） - 日本名：ハイラックスサーフ
- タコマ（米） - 日本未発売
- C-HR（欧州、米、中国、東南アジア）

#### レクサスブランド
- LS（欧州・米・オセアニア・中国・東南アジア・南アフリカなど） - 旧日本名：セルシオ
- GS（欧州・北・オセアニア・中国・東南アジア・南アフリカなど） - 旧日本名：アリスト
- ES（欧州・米・オセアニア・中国・東南アジア・南アフリカなど） - 日本名：ウインダム
- IS（欧州・米・オセアニア・中国・東南アジア・南アフリカなど） - 旧日本名：アルテッツァ
- SC（欧州・米・オセアニア・中国・東南アジア・南アフリカなど） - 旧日本名：ソアラ
- RC（欧州・米・オセアニア・中国・東南アジア・南アフリカなど）
- LC（欧州・米・オセアニア・中国・東南アジア・南アフリカなど）
- CT（欧州・オセアニア）
- UX（欧州・米・オセアニア・中国・東南アジア・南アフリカなど）
- NX（欧州・米・オセアニア・中国・東南アジア・南アフリカなど）
- RX（欧州・米・オセアニア・中国・東南アジア・南アフリカなど） - 旧日本名：ハリアー -　ハリアーはRX国内発売後、全く異なる車種として併存。
- GX（米）- 日本名：ランドクルーザープラド。日本ではレクサスブランドとしての販売はない。
- LX（米）- 旧日本名：ランドクルーザーシグナス

#### サイオンブランド（2016年9月ブランド廃止）
- xA（北米専売） - 日本名：ist
- xB（北米専売） - 日本名：bB（初代）、カローラルミオン（2代目）
- xD（北米専売） - 日本名：ist（2代目）、欧州名：アーバンクルーザー

### 日産
日産自動車広報によると、日産において日・米・欧で販売される車両は「グローバルカー」であり、世界戦略車として定義されるには、さらに中国などのアジア諸国やロシア、その他の新興国など幅広い地域で販売されていることが条件となる。セレナなどの日本市場をメインとして発売されるものも、香港市場などで発売されている（これはトヨタ・ノアなども同様である）。
なお日産はほとんどの車種を日本以外でも発売しており、日本のみで販売しているのは軽自動車などのOEM車のみである。日産自動車のプレスルームで世界戦略車とされているのは以下。
- リヴィナ
- リヴィナジェニス
- ピクソ（未発売）

またムラーノのように本来は北米専売車種として開発されたものが最終的に全世界で販売される例も存在する。また、明言されてはいないが、ティーダ/ティーダラティオなども日産における世界戦略車の定義に当てはまり、さらにリヴィナ・リヴィナジェニスについては現在日・米・欧・露では販売されていない。

#### ダットサンブランド
当時の日産の輸出は、車体の関係上「ダットサン」と称した都合などから現在の日産ではなく当時は「DATSUN」と称していた。1983年の日産統一化以前までの輸出記号は以下のとおりとなる。
- DATSUN 130~160Y（サニー）
- DATSUN 150U~200U（ブルーバード）
- DATSUN 220~280L（ローレル）
- DATSUN 200~240K（スカイライン）
- DATSUN 220~280C（セドリック）
- DATSUN 240~280Z/ZX（フェアレディZ）
- DATSUN 200SX（シルビア）

### ホンダ
海外に多数の工場を持ち、現地で生産する車種も多い。

#### ホンダブランド
- レジェンド（欧・アジア・豪・南米）
- フィット（北米・欧・アジア・アフリカ・豪・南米） - 欧州・オセアニアなど一部地域ではジャズとして、中国市場では4代目はライフとして発売される
- フィットハイブリッド→フィットe:HEV（北米・欧・アジア） - 一部地域ではジャズハイブリッド→ジャズe:HEVとなる。※中国は初代GP1/4型のみ
- フィットEV（北米）
- シティ（新興国・豪） - 日本名：フィットアリア（2代目）、グレイス（4代目）
- シビック（全世界） - 9代目より欧州と北米・アジアは別ボディ、ただし9代目は日本未販売
- アコード（全世界） - 日・欧・アフリカとその他地域で車体は異なる。
- アコードツアラー（欧・アフリカ・豪）
- CR-V（全世界） - 5代目より中国名：ブリーズ、現行モデルは日本未販売
- HR-V（北米・南米・欧州）3代目より北米は別ボディ - 日本名：ヴェゼル（2代目・3代目）、ZR-V（3代目北米仕様）
- オデッセイ（北米・アジア・豪）-北米・韓国・中国と日本・豪で車体は異なる。
- リッジライン（北米） - 日本未発売
- パイロット（北米・中東・南米・ロシア） - 日本未発売
- エレメント（北米）
- ストリーム（アジア）
- インサイト（北米・欧・アジア） - 3代目は北米と日本専売（シビックの高価版）
- ラグレイト（北米） - 北米名オデッセイ
- フリード（アジア） - 現行モデルは国内専用車
- ブリオ（新興国）
- ブリオ アメイズ（新興国）
- モビリオ（新興国）

#### アキュラブランド
- RL（北米・中国・香港） - 日本名：レジェンド
- TL（北米・中国）
- TSX（北米） - 日本名：アコード
- MDX（北米・中国）
- RDX（北米・中国）
- CSX（カナダ） - 日本名：シビックの高価版

### 三菱
三菱自動車では軽自動車以外のほとんどの車種を世界で発売している。そのため、ほとんどの車は世界戦略車といえる。最近では、エアトレック→アウトランダーの例に見られるように、モデルチェンジの際に日本独自であった車名を世界共通の車名へ変更することもある。
- モンテロ（米・アジア・アフリカ） - 日本名：パジェロ
- モンテロスポーツ・パジェロスポーツ（米・アジア・アフリカ） - 日本名：チャレンジャー
- L200（欧州） - 日本名：トライトン
- L400 - 日本名：デリカ・スペースギア
- コルト（欧州）
- コルト（独） - 日本名：ミラージュ
- アウトランダー（米） - 日本名：エアトレック/アウトランダー
- ランサー（米・欧州） - 日本名：ランサー/ギャランフォルティス/リベロ
- ギャラン（米） - オーストラリア名：380
- エクリプス（米）

また長らくの間クライスラーの小型車部門を支えていた時期があり、以下のような車種が販売されていた｡
- スタリオン - コンクエスト（クライスラー版/ダッジ版/プリムス版）
- ミラージュ/ランサー - イーグル・サミット､ イーグル・ビスタ､ ダッジ・アティテュード
- シャリオ/RVR - コルトビスタ/コルトワゴン（ダッジ版/プリムス版）､ イーグル・ビスタワゴン､ イーグル・サミットワゴン
- エクリプス - イーグル・タロン､ プリムス・レーザー
- GTO - ダッジ・ステルス

### マツダ
2019年以降、現行モデルはマイナーチェンジの際、日本独自の車名を世界共通の車名へ変更している。
- 121（独） - 日本名：フェスティバ/オートザム・レビュー
- 323（独） - 日本名：ファミリア
- 626（米・欧州） - 日本名：カペラ
- 929（米・欧州） - 日本名：ルーチェ/センティア
- クセドス6（欧州） - 日本名：ユーノス500
- クセドス9（欧州） - 日本名：ユーノス800/マツダ・ミレーニア
- プロテージ（米） - 日本名：ファミリア
- マツダ2（中南米・欧州・アジア） - 日本名：デミオ
- マツダ3（米・欧州） - 日本名：アクセラ
- マツダ5（欧州） - 日本名：プレマシー
- マツダ6（米・欧州） - 日本名：アテンザ（2代目のみ北米仕様と日・欧仕様は別ボディ）
- MX-5ミアータ（米） - 日本名：ロードスター
- RX-8（米）
- CX-7（米）
- CX-8（オセアニア） - CX-9を元に日本市場向けに小型化されたモデルであるが、オーストラリアなどではCX-8とCX-9が併売される。
- MPV（米）（初代は中国でも販売）
- トリビュート（米）- フォード・エスケープとして日本国内、北米で販売
- CX-9（米） - 日本未発売
- Bシリーズ（米） - 日本未発売（旧型は、プロシードとして国内販売あり）

### スズキ
スズキの場合は、世界市場をターゲットに開発されたモデルを世界戦略車と位置づけている。その第一弾がスイフトであり、以後グランドビターラ（エスクード）、SX4、スプラッシュ、Aスターなどが順次発表されている。欧州では、同じGMグループに属するオペルとフィアットへOEM供給して販売している。フォレンツァ、ヴェローナなどは逆にGM大宇の製品をOEM供給してもらい、スズキブランドで販売している。
- スイフト（全世界）
- SX4（全世界）
  - フィアット・セディチ（欧州） - 日本名：SX4
- スプラッシュ（全世界）
  - オペル・アジーラ（欧州） - 日本名：スプラッシュ（旧はワゴンRプラス）
- スズキ・ワゴンRプラス
  - シボレー・クルーズ（米）
  - シボレー・MW（米） - 日本名：ワゴンRプラス
- カルタス
  - ジオ・メトロ（米） - 日本名：カルタス
- スズキ・エスクード
  - ジオ・トラッカー（米） - 日本名：エスクード
  - スズキ・ビターラ（米） - 日本名：エスクード（2代目）
  - スズキ・サイドキック（米） - 日本名：エスクード（初代）
- スズキ・グランドエスクード
  - スズキ・グランドビターラ（日本以外全世界） - 日本名：エスクード
  - スズキ・XL-7（米）
- スズキ・エリオ（米）
- スズキ・フォレンツァ/レノ（米） - シボレー・オプトラ(GM大宇・ラセッティ)
- スズキ・ヴェローナ（米） - GM大宇・マグナス
- スズキ・ジムニー
  - スズキ・サムライ（米） - 日本名：スズキ・ジムニー
- スズキ・APV - 東南アジア、オセアニア、中南米、アフリカなどの主に新興国、途上国向け
  - 三菱・メイブン（インドネシア） - シャシーはスズキ・APV、エンジンは三菱の現地法人製。

### SUBARU
- レガシィ（米）
  - リバティ（豪） - 日本名：レガシィ
  - アウトバック（米・欧州） - 日本名：レガシィランカスター/アウトバック
    - バハ（米） - アウトバックベースのピックアップ、日本未発売
- インプレッサ（米・欧州）
- フォレスター（米・欧州）
- トライベッカ（米） - 日本未発売
- SVX - 日本名：アルシオーネSVX

### ダイハツ
- ダイハツ・ビーゴ - 海外名：テリオス

### いすゞ
過去には乗用車も生産しており、現在も一部の熱狂的ファンは存在する。現在はトラック・バス・SUVのみとなった。
- アセンダー（米） - 日本未発売
- アクシオム（米） - 日本未発売
- i-280/i-350（米） - 日本未発売
- ロデオ（米） - 日本名：ウィザード
- スタイラス（米） - 日本名：ジェミニ（3代目）
- インパルス（米） - 日本名：ピアッツァ
- トルーパー（米） - 日本名：ビッグホーン
- D-MAX - 日本未発売

### ゼネラルモーターズ
1970年代からGMの欧州拠点（オペル）で開発したモデルを世界的に展開させてきていたが、2000年代に入り、韓国のGM大宇（GMDAT、現・韓国GM）が開発したモデル等も世界戦略車のラインナップに加わっている。
- オペル/シボレー/ホールデン・アストラ
- シボレー・オプトラ/ラセッティ
- シボレー・マティス/スパーク
- シボレー・コルベット（C8型から）
- キャデラック・セビル（5代目のみ）
- キャデラック・CTS（初代・2代目のみ）
- キャデラック・STS
- キャデラック・リリック